# Félix Álvarez
Félix Álvarez Palleiro (Santander, Cantabria; 26 de mayo de 1966), también conocido como Felisuco, es un actor, humorista, presentador de televisión, empresario, político y músico español.

## Biografía
Nació en El Barrio Pesquero de Santander. Estudió E.G.B en el Colegio de los Salesianos. Posteriormente, consiguió el título de Técnico Superior en Programación de Gestión al finalizar su FP 2.º Grado. Comenzó estudios de Empresariales en la Universidad de Cantabria, dejándolos al primer año para dedicarse a trabajar. En su juventud trabajó en Santander como profesor de Informática, vendedor de coches y hostelero, regentando durante años un bar en la capital cántabra. En 1995 participó y ganó en el concurso de chistes Ingenio y locura (Antena 3), presentado por Bertín Osborne. Un año después, el director de Genio y figura, Tomás Summer, le invitó a participar en el programa De los buenos, el mejor, presentado por Arévalo y en el que participaba Tip. Más tarde colaboraría en el espacio Canta, canta (Canal Nou), junto a María Abradelo.
De vuelta en Cantabria, presentó en Telecabarga La estela de la cultura y colaboró con el cronista deportivo de la cadena COPE en Cantabria, Walter García, en El rincón de Walter, un magacín semanal que trataba de forma humorística la actualidad del Racing de Santander. El programa tuvo un gran éxito en la región.
Su gran oportunidad le llegó en 1998, cuando comenzó a trabajar en el programa de humor El informal de Telecinco, junto a Florentino Fernández, Javier Capitán, Inma del Moral, Patricia Conde y Miki Nadal. En el programa se encargaba de realizar entrevistas desenfadadas. Se mantuvo en la plantilla del espacio durante los cuatro años en que el programa resistió en pantalla, con notables audiencias. Tras su etapa en El informal se incorporó al magacín vespertino A tu lado, que conducía Emma García. Fue copresentador en este programa entre 2002 y 2006.
Paralelamente se le pudo ver en el teatro en la obra 5hombres.com y en 2006 participó también en el concurso ¡Mira quién baila!.
A partir de 2007 colaboró, periódicamente, en distintos espacios de las cadenas Cuatro y La Sexta como Channel nº4 o Los irrepetibles. También fue comentarista en las tertulias racinguistas de COPE Cantabria. Además fue el director de Rakeros.com, un periódico de tirada regional en Cantabria.
Escribió un libro junto con Walter García sobre la temporada 2007-2008 del Racing de Santander llamado Marcelino, UEFA y vino. Fue puesto a la venta en diciembre de 2008.
En 2009 se incorporó al espectáculo teatral Una pareja de miedo, junto a Josema Yuste. Ese mismo año participó en el cortometraje La Bocina de Felipe Gómez-Ullate. En 2010 volvió a unirse a Josema para una nueva versión de La cena de los idiotas, junto a Agustín Jiménez. En 2015 estrenó, también junto a Josema Yuste, TAXI, compartiendo cartel con Pedro Reyes.
El 31 de enero de 2014 fue nombrado vicepresidente del Real Racing Club de Santander tras la destitución del anterior consejo de administración presidido por Ángel "Harry" Lavín. Este nuevo consejo de administración fue presidido por el exjugador racinguista Tuto Sañudo. El 25 de febrero de 2014, presentó su dimisión junto con otros cuatro consejeros próximos a José Gabriel Sainz de la Maza, presidente de la Fundación del Racing que había decidido abandonar su cargo unas horas antes, alegando discrepancias sobre la forma de gestionar el club, que el equipo estaba dirigido desde fuera y que había injerencias.
El 13 de mayo de 2016 se anunció que sería propuesto como número uno en la lista al Congreso por Cantabria que presentó Ciudadanos en las Elecciones generales de España de 2016, tras su afiliación al partido unos meses antes. En estas elecciones obtuvo un escaño en el Congreso de los Diputados.
Consigue un escaño en el Parlamento de Cantabria tras encabezar la candidatura de Ciudadanos a las Elecciones al Parlamento de Cantabria de 2019. En diciembre de 2019 Álvarez dimitió como portavoz de Ciudadanos en Cantabria.
Félix Álvarez tiene dos hijas, fruto de distintas relaciones, llamadas Carla y Daniela.

## Trayectoria

### Televisión
- Genio y figura de Antena 3, (1995). Concursante. Ganador.
- De los buenos, el mejor de Antena 3, (1996). Participación.
- Canta, Canta de Canal Nou, (1996 - 1997). Colaborador.
- La estela de la cultura de Telecabarga, (1997 - 1998). Presentador.
- El informal de Telecinco, (1998 - 2002). Colaborador/Reportero.
- Gala Miss España 1999 de Telecinco. Copresentador.
- Feliz 2000 de Telecinco, (1999 - 2000). Presentador.
- La chica del verano de Telecinco (2000). Presentador.
- Miss del verano 2001 de Telecinco, (2001). Presentador.
- Fort Boyard de Telecinco. Presentador.
- A tu lado de Telecinco, (2002 - 2006). Copresentador.
- Planeta finito de La Sexta. (2006). Protagonista del programa sobre Colombia.
- ¡Mira quién baila!, de La 1. (2006 - 2007). Concursante.
- Los irrepetibles de La Sexta, (2007). Concursante.
- Channel nº4 de Cuatro, (2007 - 2008). Colaborador.
- Desde la Grada de Canal 8 DM, (2006 - 2008). Colaborador ocasional.
- Al pie de la letra de Antena 3. (2008), Concursante.
- Password de Cuatro, (2009). Famoso invitado, 3 programas.
- Pasapalabra de Telecinco, (2007 - 2011). Famoso invitado, 26 programas.
- El pueblo más divertido de España de La 1, (2014). Concursante .

### Invitado
Algunos de los programas a los que ha sido invitado son: 
- Cara o Cruz
- Mi cartera
- La corriente alterna (Telecinco)
- Me lo dices o me lo cuentas (Telemadrid)
- El show de Flo (La 1)
- La quinta esfera (Telecinco)
- La noche con Fuentes y Cía (Telecinco)
- Caiga quien caiga (Telecinco)
- Salsa rosa (Telecinco)
- Por fin has llegado (La 1)
- 9 de cada 10 (La 1)
- Salvemos Eurovisión (La 1)
- Divendres (TV3)
- Tvist (TV3)
- Made in China (La 1)
- Sé lo que hicisteis... (La Sexta)
- ¡Arriba ese ánimo! (La 1)
- Pasapalabra (Telecinco)

### Actor
- Serie:  Periodistas de Telecinco, (1999). Cameo.
- Teatro: 5hombres.com (2003 - 2004). Protagonista.
- Corto: Las cartas de dios (2007). De Luis Alberto Serrano.
- Corto: La Bocina (2009). De Felipe Gómez-Ullate.
- Teatro: Una pareja de miedo (2009 - 2010). Protagonista. Junto a Josema Yuste.
- Teatro: La cena de los idiotas (2010 - 2012). Protagonista. Junto a Josema Yuste y Agustín Jiménez (más tarde Agustín Jiménez sería sustituido por el actor catalán David Fernández).
- Teatro: Apelo (2014 - 2015). Protagonista.
- Teatro: Taxi (2015-2016) Junto a Josema Yuste y Alfredo Cernuda. Y la colaboración de Esther del Prado, Diana Lázaro y Javier Losán.

### Radio
- El rincón de Walter de COPE en Cantabria (1997 - 2002). Semanal.
- La Hora de Walter de COPE en Cantabria (2006 - 2010). Semanal.
- La Hora de Walter de Rock & Gol en Cantabria (2010). Semanal.
- De vez en cuando interviene en las terulias futboleras de esRadio (2010 - actualidad).
- La Hora de Walter de Mix FM en Cantabria (2011 - actualidad), colaborador eventual.

### Otros trabajos
- Libro: Marcelino UEFA y vino (2008)
- Prensa  Rakeros.com, Director y fundador (2007 - 2010), online y edición semanal gratuita.
- Web: Colabora con la web de Walter García, con videos, artículos, etc. www.waltergarcia.com. (2011 - actualidad)
- Blog: Gestiona el Blog ... SucoRazón (http://felisuco66.blogspot.com.es/). (2011 - actualidad)